# Jan Veth
Jan Pieter Veth (Dordrecht, 18 de maio de 1864 - Amsterdã, 1 de julho de 1925), foi um pintor, poeta, crítico de arte e historiador da arte neerlandês. [carece de fontes?]

## Biografia
Jan Veth era filho de Geradus Huibert Veth, um político e comerciante, e Anna Cornelia Glitay. Sua mãe era a neta do pintor romântico Jacob van Strij. Veth estudou artes visuais em Amsterdã sob a orientação de Agust Allebé e Antoon Derkinderen. Foi também o lugar onde conheceu sua esposa, Anna Dorothea Dirks. Logo Veth se tornou professor na cidade holandesa, tendo famosos alunos, como Nelly Bodemheim. Seus retratos dos membros notáveis da sociedade holandesa constam entre seus trabalhos mais conhecidos. O pintor foi cofundador da sociedade de artistas Arti et Amicitiae, em Amsterdã. Enquanto poeta, escritor, crítico de arte de historiador, Jav Veth esteve ligado aos periódicos De Nieuwe Gids, De Amsterdammer, De Gids, De Kroniek, Onze Kunst, Nieuwe Rotterdamsche Courant e De Twintigse Eeuw.
No seu ofício de pintor, Jan Veth se concentrou cada vez mais no retrato. Em 1891, deu início a uma série de litografias de retratos de holandeses ilustres no periódico De Amsterdammer, sob o título Famosos contemporâneos. Reunindo mais de sessenta retratos, Veth fez uma contribuição significativa para o a valorização da litografia como obra de arte. Suas pinturas são caracterizadas por um estilo sóbrio e bastante linear, o que indica sua predisposição ao desenho mais do que à pintura. A partir de 1896, o artista passou vários meses em Berlim realizando trabalhos na área do retrato. Em 1909 também passou algum tempo na Inglaterra, além de ter realizado duas viagens para Nova Iorque em 1909 e 1910.

## Galeria de Retratos

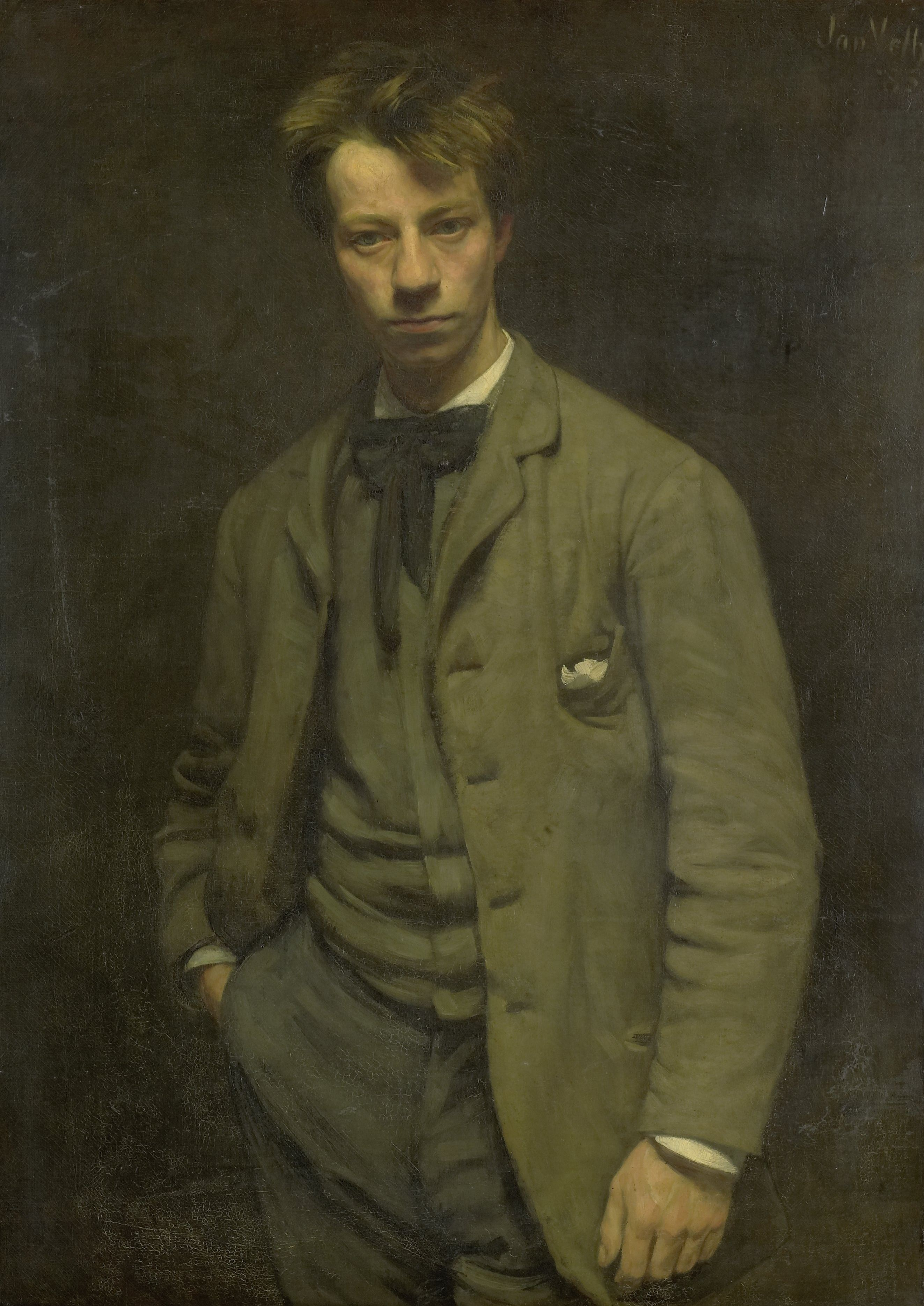
Retrato de Albert Verwey. Óleo sobre tela, 112 x 80 cm, Amsterdã, Rijksmuseum, 1885.
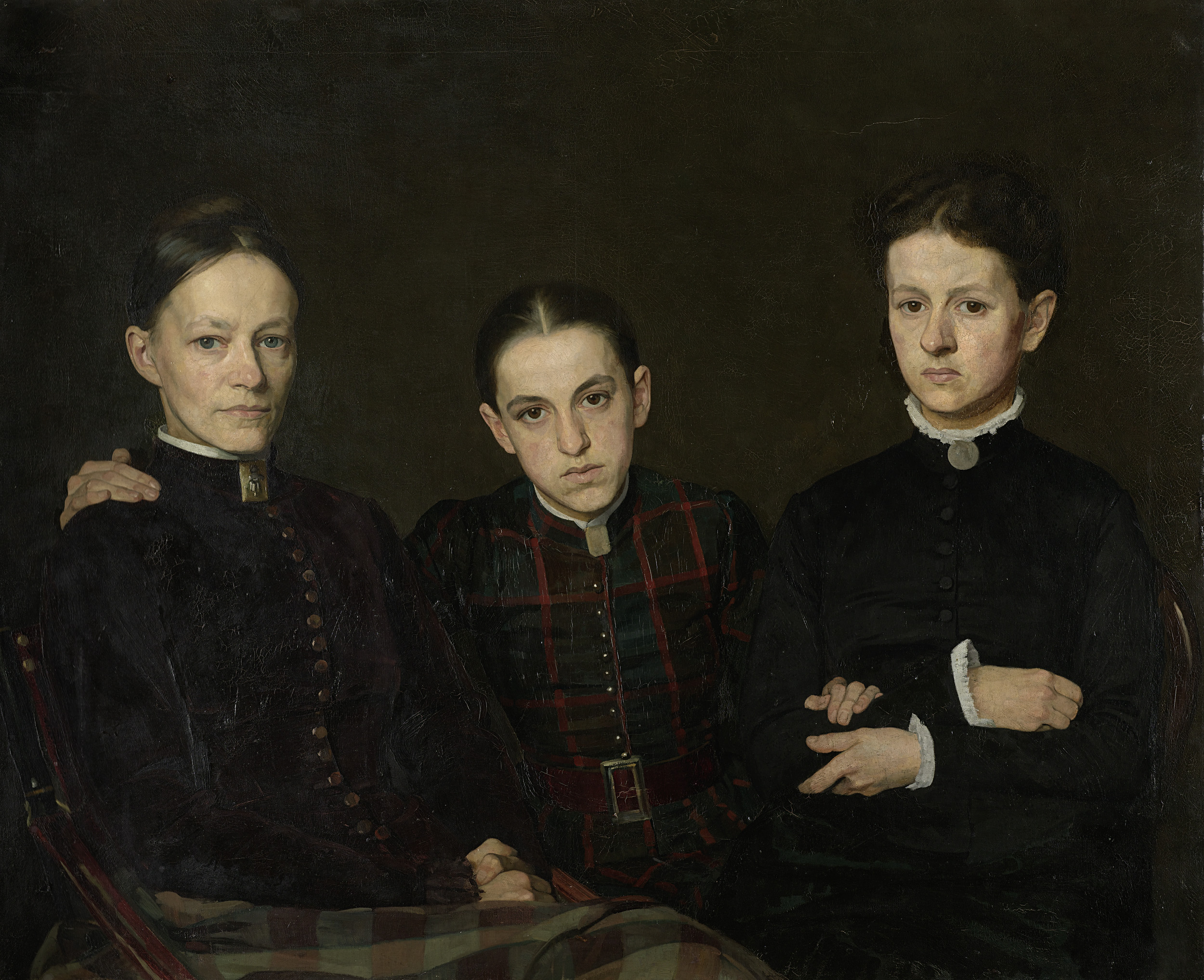
Retrato de Cornelia, Clara e Johanna Veth. Óleo sobre tela, 90.2 x 109.6 cm, Amsterdã, Rijksmuseum, 1885.
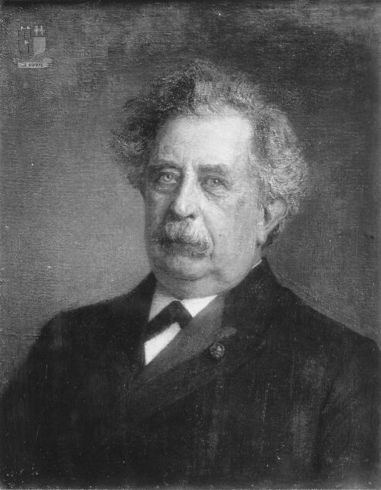
Retrato de Jan Hudig. Óleo sobre tela, 66 x 53 cm, Roterdão, Museum Bojimans Van Beuningen, 1909.
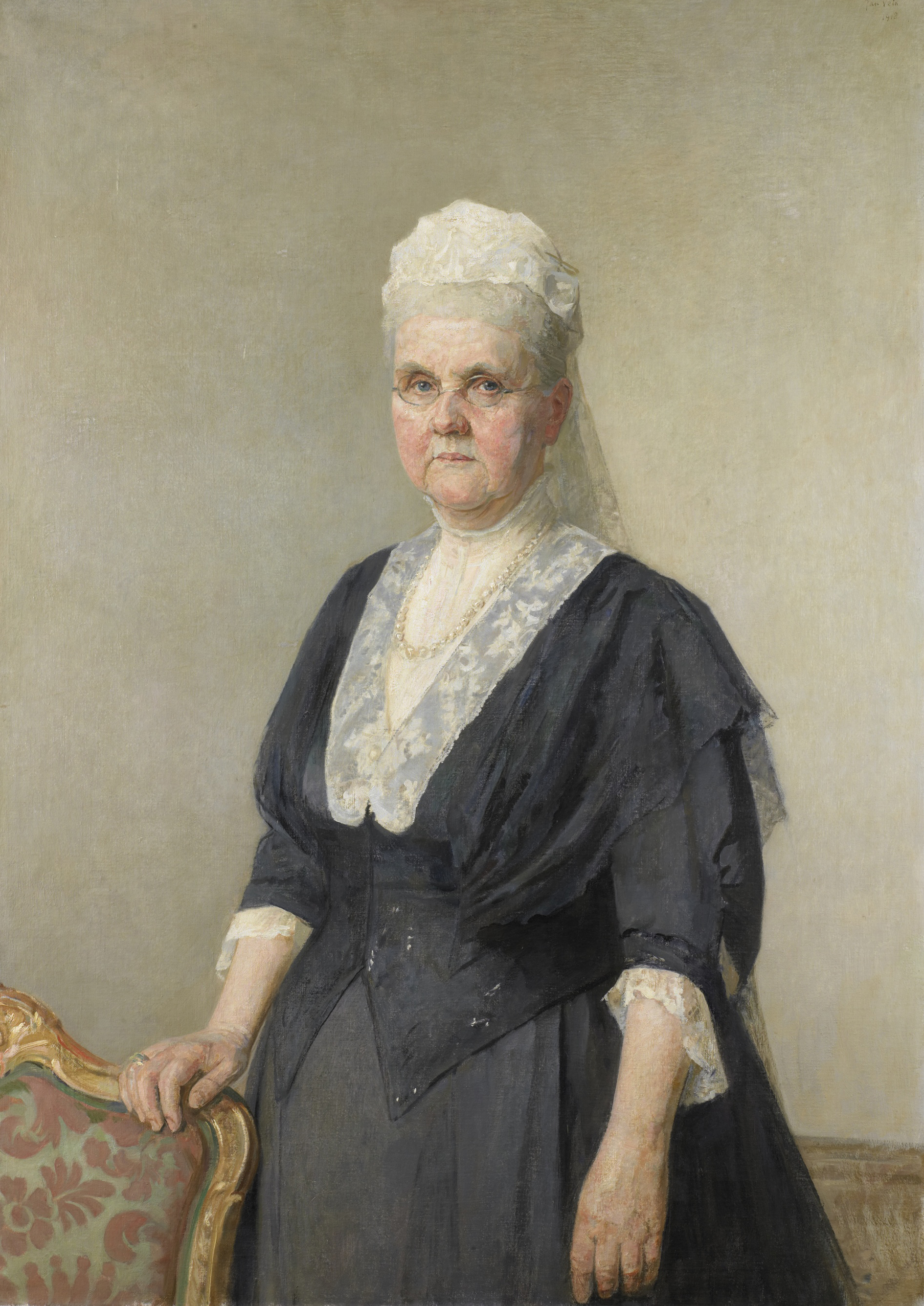
Rainha Emma, Princesa de Waldeck-Pyrmont, viúva do Rei William III. Óleo sobre tela, 99 x 70 cm, Amsterdã, Rijksmuseum, 1918.
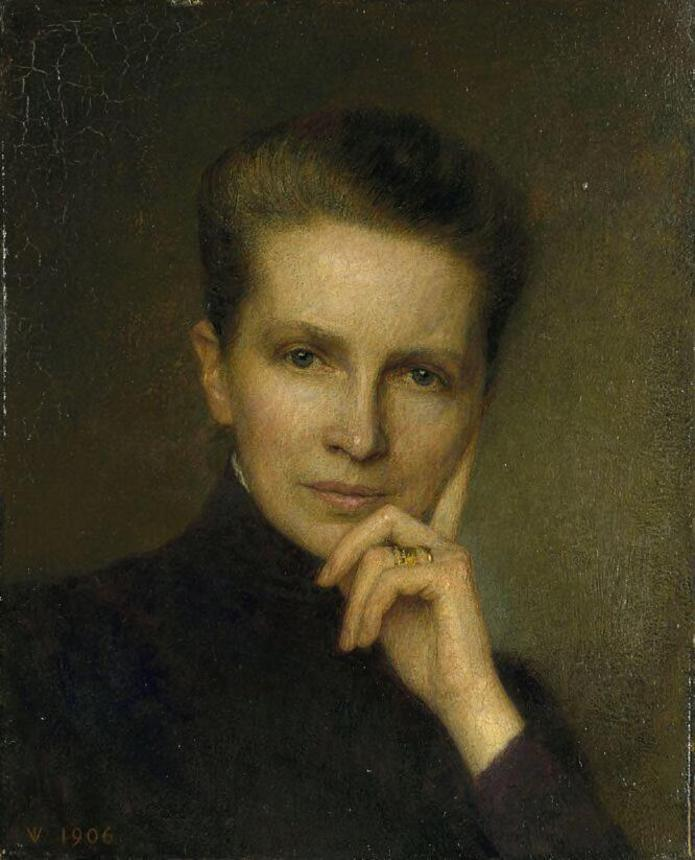
Retrato de Klazina Christina Boxman-Winkler. Óleo sobre tela, Dordrecht, Dordrechts Museum, 1906.